# Fábio Gouveia
Fábio Martins Gouveia est un surfeur professionnel brésilien né le 26 août 1969 à Bananeiras, dans l'État de Paraíba, au Brésil. Il est le père du surfeur Ian Gouveia.

## Biographie
Fábio Gouveia participe pour la première fois à une compétition professionnelle de surf en 1988, à 17 ans et sous statut amateur. Après trois années passées entre 1989 et 1991 à accompagner l'ancien format du circuit mondial de surf (comprenant alors environ 20 étapes par an), il intègre le circuit Championship Tour à sa création en 1992. Il participera à 10 reprises au circuit d'élite, d'abord entre 1992 et 1996 puis entre 1999 et 2003. Il annonce la fin de sa carrière en 2009.
Au cours de ses 22 années de participations à des compétitions professionnelles, Gouveia remporte 11 victoires dont 4 sur le circuit d'élite. Il est considéré avec Peterson Rosa et Neco Padaratz comme l'un des pionniers du surf professionnel au Brésil, et souvent cité comme référence par la génération suivante.
Son fils Ian Gouveia, également surfeur professionnel, accède pour la première fois au Championship Tour en 2017.

## Palmarès et résultats

### Saison par saison
- 1990 :
  - 1er du Hang Loose Pro Contest à Guarujá (Brésil)

- 1991 :
  - 1er du Arena Surfmasters à Biarritz (France)
  - 1er de la Hard Rock Cafe World Cup à Sunset Beach (Hawaï)

- 1992 :
  - 1er du Marui Pro à Chiba (Japon)

- 1993 :
  - 2e du Alternativa Surf à Rio de Janeiro (Brésil)
  - 1er du Seaway Classic à Recife (Brésil)

- 1994 :
  - 1er du Boundi Pro à Ericeira (Portugal)
  - 1er du Seaway Classic à Recife (Brésil)

- 1995 :
  - 1er du OP Pukas Pro à Zarautz (Espagne)

- 1998 :
  - 1er du Natural Art Pro à Francês (Brésil)

- 1999 :
  - 2e du Gotcha Pro à Huntington Beach (États-Unis)
  - 1er du Reef Brazil Classic à Florianópolis (Brésil)

- 2002 :
  - 1er du O'Neill Surf Challenge à Biarritz (France)

### Classements
| Année             | 1988 | 1989 | 1990 | 1991 | 1992 | 1993 | 1994 | 1995 | 1996 | 1998 | 1999 | 2000 | 2001 | 2002 | 2003 |
| ----------------- | ---- | ---- | ---- | ---- | ---- | ---- | ---- | ---- | ---- | ---- | ---- | ---- | ---- | ---- | ---- |
| Championship Tour | 54e  | 35e  | 25e  | 13e  | 5e   | 13e  | 12e  | 22e  | 37e  |      | 23e  | 24e  | 23e  | 35e  | 41e  |
| Qualifying Series |      |      |      |      |      | 2e   |      |      |      | 1er  |      |      |      |      |      |